# David Mendieta
Ramón Eduardo David Mendieta Alfonso (Ypacaraí, Departamento Central, Paraguay; 4 de mayo de 1988) es un futbolista paraguayo que juega de mediocampista en el CS San Lorenzo de la Segunda División de Paraguay.

## Trayectoria
David Mendieta Alfonso comenzó su carrera jugando en las inferiores del club 12 de Octubre de Itauguá entre los años 2003 y 2007. En los años 2008 y 2009 pasa a formar parte del plantel principal de ese mismo club. En junio de 2009, fichó para el club portugués Vitória Guimarães por 150.000 euros.
En enero de 2010, al final de la temporada fue cedido a préstamo al Gondomar de la Segunda División de Portugal. Regresó al Vitória Guimarães para jugar la temporada completa y al finalizar regresó a Paraguay para unirse al Club Guaraní.
En enero del 2012 pasó a jugar en el Club Sol de América, donde en esa temporada marcó 3 goles y fue titular en 30 encuentros, continuando en el club hasta la primera mitad del año 2013, a partir de julio emigró de nuevo, esta vez a México, donde se enroló a las filas del Chiapas FC de la Liga MX. Para el Apertura 2014, fue enviado a préstamo al equipo de Lobos BUAP.
El 24 de mayo se consagró campeón del torneo Apertura con Cerro Porteño, habiendo disputado los primeros partidos hasta que una lesión lo marginó del resto del torneo.

## Selección nacional
En septiembre del 2013 se confirmó su primera convocatoria a la selección paraguaya que competía en las eliminatorias sudamericanas para la Copa del Mundo Brasil 2014.

## Clubes
| Club                     | País     | Año           |
| ------------------------ | -------- | ------------- |
| 12 de Octubre            | Paraguay | 2008-2009     |
| Vitória Guimarães        | Portugal | 2009-2010     |
| Gondomar S.C. (préstamo) | Portugal | 2010          |
| Guaraní                  | Paraguay | 2011          |
| Sol de América           | Paraguay | 2012-2013     |
| Chiapas FC               | México   | 2013-2015     |
| Lobos BUAP (préstamo)    | México   | 2014          |
| Cerro Porteño (préstamo) | Paraguay | 2015          |
| Atlante                  | México   | 2016          |
| Sol de América           | Paraguay | 2017          |
| Independiente            | Paraguay | 2018          |
| Sportivo Luqueño         | Paraguay | 2019          |
| Guaireña                 | Paraguay | 2020          |
| 12 de Octubre            | Paraguay | 2021-2022     |
| CS San Lorenzo           | Paraguay | 2023-presente |

## Palmarés

### Títulos nacionales
| Título          | Club          | País     | Año  |
| --------------- | ------------- | -------- | ---- |
| Torneo Apertura | Cerro Porteño | Paraguay | 2015 |